# کوساکو نو هاتابی نو هیمه
کوساکو نو هاتابی نو هیمه (انگلیسی: Kusaka no Hatabi no hime; – مرگ بعد از ۴۵۷ میلادی همسر امپراتور یوریاکو اهل ژاپن بود.